# Белореченская улица (Москва)
Белоре́ченская улица — улица в Москве, расположенная в ЮВАО на территории районов Люблино и Марьино. Проходит от Краснодарской улицы на юг, затем на восток, пересекает улицу Марьинский Парк,  до улицы Верхние Поля. Нумерация домов ведётся от Краснодарской улицы.

## Происхождение названия
Названа 7 января 1982 года по городу Белореченску Краснодарского края в связи с расположением на юго-востоке Москвы. Название перенесено с упразднённой в ходе реконструкции района (до 1967 года Рабочей) улицы.

## История
Построена в 1982 году на окраине района Люблино. В 2000 году была удлинена в связи со строительством нового крупного жилого микрорайона Марьинский Парк.
Названа решением исполнительного комитета Московского городского Совета народных депутатов от 07.01.1982 № 33 «О наименовании проектируемых проездов № 2120 И 2120а в Люблинском районе г. Москвы».

## Примечательные места, здания и сооружения

### Здания
Всего зданий: 72; наибольший номер дома — 51/15.

### по нечётной стороне
- Дом 19, корпус 2 — Школа № 1186 имени Мусы Джалиля
- Дом 47, корпус 1 — Лицей № 1547 при МИФИ

## Транспорт

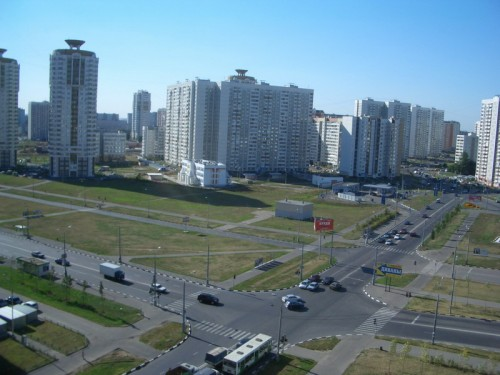
Пересечение Белореченской улицы с улицей Перерва

### Наземный транспорт
- Автобус: 10, 30, 112, 112э, 242, 305, 326, 350, 413, 415, 448, 511, 517, 522, 524, 528, 619, 657, 658, 728, 853, 965, Н5, С9.

### Ближайшая станция метро
Метро Люблино, Братиславская;